# Khon Keo Thatthavo
Khon Keo Thatthavo (ur. 5 listopada 1982) – laotański zapaśnik w stylu wolnym i klasycznym.
Brązowy medalista igrzysk Azji Południowo-Wschodniej w 2007 i 2011 roku.